# Krašlovice
Krašlovice är en ort i Tjeckien.   Den ligger i regionen Södra Böhmen, i den centrala delen av landet, 100 km söder om huvudstaden Prag. Krašlovice ligger 400 meter över havet och antalet invånare är 144.
Terrängen runt Krašlovice är lite kuperad. Runt Krašlovice är det ganska tätbefolkat, med 120 invånare per kvadratkilometer. Närmaste större samhälle är Písek, 15,8 km norr om Krašlovice. Trakten runt Krašlovice består till största delen av jordbruksmark.